# J·迈克尔·塞弗特
J·迈克尔·塞弗特（德語：J. Michael Seyfert，1959年—）是纪录片电影导演，出生于德国。代表作有《出租拉斯塔》（英語：Rent-a-Rasta）、《再见哈瓦那》（英語：Bye Bye Havana）。在亚特兰大国际纪录片电影节中，《再见哈瓦那》被授予最佳后期制作奖（2006年），《出租拉斯塔》被授予最佳导演奖（2007年）。

## 电影项目
2002年，赛弗特对无卡特尔电影制作的生态的景愿开始形成，通过被社会排斥的和被边缘化的群体的视角探索拉丁美洲：在拉维纳尔附近，被称为“沉默的大屠杀”的危地马拉种族灭绝的寡妇，一些最血腥屠杀在危地马拉的内战中的地点；玻利维亚安第斯山脉的古柯农民和被遗弃的钨矿工人；亚马逊部落正在被伐木和石油公司赶出雨林；当公牛湾隐退的拉斯特法里Bobo Ashanti呼吁遣返到非洲时，留着脏辫的牙买加奴隶后裔的对中年妇女卖淫；拾荒者居住在150公顷墨西哥城的大型垃圾场、灵活的古巴人每天挣扎的生存在哈瓦那中心的废墟中；在满目疮痍萨尔瓦多，10岁的街头儿童生活在被驱逐出美国的玛拉萨尔瓦图帮派成员当中；全副武装的巴西贫民窟的匪徒追求着人性。
赛费特的影片是完全自筹资金和用简陋的工具制作，在影片制作后很长时间仍在一些学术文章和论文中被引用：美国波特兰州立大学：“小规模旅游中的真实问题：麦克唐斯经验的学习”；捷克马萨里克大学：“牙买加拉斯特法里运动”。

## 影片
《再见哈瓦那》（英語：Bye Bye Havana，2004）
经过半个世纪的隔离后，古巴吸引了超过三百万的游客每年。 《外交政策》杂志称本片“菲德尔留下来的古巴的多彩和清醒的画面”。
华欧拉尼：最后的雨林人（英語：Waorani: Last of the Rain Forest People，2005）
华欧拉尼人是一个在厄瓜多尔的亚马逊中的古老民族。石油公司进入他们的土地后，华欧拉尼人做了交易：用一袋面条和两个足球换取石油为一个包的面条和两个足球。
为了准备在这部影片的拍摄，赛费特学习了只有华欧拉尼人使用的萨贝拉语（Sabela language），他编制的“西班牙语—萨贝拉语”字典在Hernán Paz的《Los Huaorani del Cononaco》一书中发表。（2007年）。
出租拉斯塔（英語：Rent-a-Rasta，2006）
牙买加纪录片，讲述了中年女性前往牙买加的寻求性交易的现象，以及大西洋奴隶贸易的文化背影和牙买加拉斯塔法里运动的历史。
《出租拉斯塔》于2007年9月13日在伦敦当代艺术学院上映。“对牙买加性旅游业的一个巧妙、周到和仔细的考察，白人女性来找当地年轻的“Rastatutes”陪睡。
2013年9月5日，赫芬顿邮报连线采访的塞弗特有关《出租拉斯塔》。
暂停刷新（英語：The Pause That Refreshes，2007）
萨尔瓦多纪录短片，10岁的街头儿童生活在数以千计被驱逐出美国的玛拉萨尔瓦图帮派成员中。
对面的土地（英語：Opposite Land，2008)
拉丁美洲记录片。
可口可乐时期的爱情（英語：Love in the Time of Coca Cola，2009）
纪录片跟随男人们去认识在波哥大蓬勃发展的婚姻行业中的邮购新娘。
皇帝在你的脑海中（英語：The Emperor In Your Mind，2010）
电影短片，一个小镇的缩影，给卡车换轮胎的墨西哥人反映他的宏伟的生活。
巴西不是科巴卡巴那（英語：Brazil Is Not Copacabana，2012）
里约热内卢贫民窟的讽刺纪录片，讲述贫穷和不对称性蓬勃发展的。 